# Vaugneray
Vaugneray község Franciaország Auvergne-Rhône-Alpes régiójában, Rhône megyében. Új községként 2015. január 1-jén jött létre két korábbi község, Vaugneray és Saint-Laurent-de-Vaux egyesítésével. A két korábbi község delegált község státusszal az új község része lett, amely átvette (megtartotta) a Vaugneray nevet. Egyesülésekor az új község lélekszáma 5305 fő volt.
Lakosainak száma 6198 fő (2022. január 1.). Vaugneray Pollionnay, Grézieu-la-Varenne, Brindas, Messimy, Yzeron, Courzieu és Chevinay községekkel határos.

## Népesség
A település népessége az elmúlt években az alábbi módon változott:
| Lakosok száma | 5734 | 5896 | 6080 | 6082 | 6091 | 6198 |
|               | 2017 | 2018 | 2019 | 2020 | 2021 | 2022 |